# De Gyldne Laurbær
De Gyldne Laurbær of voluit Boghandlernes Gyldne Laurbær is een Deense literaire prijs. De prijs wordt jaarlijks uitgereikt door de Vereniging van Deense Boekhandelaren. Elke eerste kwartaal van een nieuw jaar wordt het beste boek van het afgelopen jaar gekozen.

## Winnaars
- 2023 - Kim Blæsbjerg (De bedste familier)
- 2022 - Maren Uthaug (11%)
- 2021 - Thomas Korsgaard (Man skulle nok have været der)
- 2020 - Stine Pilgaard (Meter i sekundet)
- 2019 - Sara Omar (Skyggedanseren)
- 2018 - Leonora Christina Skov (Den, der lever stille)
- 2017 - Jesper Wung-Sung (En anden gren)
- 2016 - Merete Pryds Helle  (Folkets skønhed)
- 2015 - Jesper Stein (Aisha)
- 2014 - Sara Blædel (Kvinden de meldte savnet)
- 2013 - Anne-Cathrine Riebnitzsky (Forbandede yngel)
- 2012 - Kim Leine (Profeterne i Evighedsfjorden)
- 2011 - Helle Helle (Dette burde skrives i nutid Dit zou in de tegenwoordige tijd geschreven moeten worden )
- 2010 - Jussi Adler-Olsen (Journal 64)
- 2009 - Ida Jessen (Børnene)
- 2008 - Hanne-Vibeke Holst (Dronningeofret)
- 2007 - Jens Smærup Sørensen (Mærkedage)
- 2006 - Knud Romer (Den som blinker er bange for døden)
- 2005 - Morten Ramsland (Hundehoved)
- 2004 - Christian Jungersen (Undtagelsen)
- 2003 - Jette A. Kaarsbøl (Den lukkede bog)
- 2002 - Jakob Ejersbo (Nordkraft)
- 2001 - Hans Edvard Nørregård-Nielsen (Riber Ret)
- 2000 - Anne Marie Løn (Kærlighedens rum)
- 1999 - Svend Åge Madsen (Genspejlet)
- 1998 - Jens Christian Grøndahl (Lucca)
- 1997 - Jane Aamund (Colorado drømme)
- 1996 - Carsten Jensen (Jeg har set verden begynde)
- 1995 - Henrik Nordbrandt (Ormene ved himlens port)
- 1994 - Jørn Riel
- 1993 - Peter Høeg (De måske egnede)
- 1992 - Lise Nørgaard (Kun en pige)
- 1991 - Leif Davidsen (Den sidste spion)
- 1990 - Peter Seeberg (Om fjorten dage)
- 1989 - Ib Michael (Kilroy, Kilroy)
- 1988 - Bjarne Reuter
- 1987 - Martha Christensen (Dansen med Regitze)
- 1986 - Paul Hammerich (Lysmageren)
- 1985 - Helle Stangerup (Christine (bog))
- 1984 - Cecil Bødker (Marias Barn. Drengen og Marias Barn. Manden))
- 1983 - Dorrit Willumsen
- 1982 - Kirsten Thorup
- 1981 - Suzanne Brøgger (Tone (bog))
- 1980 - Tage Skou-Hansen
- 1979 - Johannes Møllehave
- 1978 - Vita Andersen (Hold kæft og vær smuk)
- 1977 - Ebbe Kløvedal Reich
- 1976 - Dea Trier Mørch
- 1975 - Bo Bramsen
- 1974 - Benny Andersen
- 1973 - Anna Ladegaard
- 1972 - Christian Kampmann
- 1971 - Henrik Stangerup (Løgn over løgn)
- 1970 - Leif Panduro
- 1969 - Inger Christensen (Det)
- 1968 - Anders Bodelsen
- 1967 - Jens Kruuse
- 1966 - Klaus Rifbjerg
- 1965 - Thorkild Hansen
- 1964 - Erik Aalbæk Jensen
- 1963 - Jakob Bech Nygaard
- 1962 - Poul Ørum
- 1961 - Marcus Lauesen
- 1960 - Palle Lauring
- 1959 - Willy-August Linnemann
- 1958 - Frank Jæger
- 1957 - Halfdan Rasmussen
- 1956 - Karl Bjarnhof
- 1955 - Tove Ditlevsen
- 1954 - Tom Kristensen
- 1953 - Aage Dons
- 1952 - Karen Blixen
- 1951 - Jacob Paludan
- 1950 - H.C. Branner
- 1949 - Martin A. Hansen

## Voetnoten
1. ↑  Vereniging van Deense Boekhandelaren. Gearchiveerd op 8 april 2023.